# Caribeacarus
Genre
Caribeacarus est un genre d'acariens parasitiformes de la famille des Opilioacaridae.

## Distribution
Les espèces de ce genre se rencontrent en Amérique.

## Liste des espèces
- Caribeacarus armasi Vázquez & Klompen, 2009
- Caribeacarus brasiliensis Bernardi, Silva, Zacarias, Klompen & Ferreira, 2013
- Caribeacarus panamensis Vázquez & Klompen, 2009
- Caribeacarus vanderhammeni (Juvara-Bals & Baltac, 1977)

## Publication originale
- Vazquez & Klompen, 2009 : New species of New World Opilioacaridae (Acari: Parasitiformes) with the description of a new genus from the Caribbean region. Zootaxa, no 2061, p. 23-44 (texte intégral).